# Équipe des Samoa de football
Cet article traite de l'équipe masculine. Pour l'équipe féminine, voir Équipe des Samoa de football féminin.
Ne doit pas être confondu avec Équipe des Samoa américaines de football.
Maillots
L'équipe des Samoa de football est une sélection des meilleurs joueurs samoans sous l'égide de la Fédération des Samoa de football. Elle succède à la sélection des Samoa occidentales (ancien nom du pays).
À la fin du mois de novembre 2011, les Samoa organisent à Apia le tournoi qui oppose les quatre équipes de la zone Océanie, les moins bien classées au classement FIFA, et ce pour le compte du premier tour des qualifications pour le Mondial 2014. Le pays hôte se qualifie pour le second tour, en remportant le tournoi (deux victoires et un match nul).

## Histoire

### Débuts (1979-1993)
Bien qu'ils ne prennent pas part aux cinq premières éditions des Jeux du Pacifique Sud, leur proximité géographique avec les Fidji, hôte des Jeux du Pacifique Sud de 1979, leur permet de participer pour la première fois. Ils perdent les deux matchs de la phase de groupe contre Wallis-et-Futuna 3-1 et les Îles Salomon 12-0. Quatre ans plus tard, en tant qu'hôtes de l'édition 1983, ils battent les Samoa américaines 3-1, font match nul 3-3 contre les Tonga et se sont de nouveau inclinés face à Wallis-et-Futuna, mais ces résultats leur permettent d'accéder au tour suivant. En quart de finale, Tahiti les élimine en les battant 2-0.
Les Samoa entre en qualification pour les Jeux olympiques d'été de 1988, mais ils sont battus par la Nouvelle-Zélande en deux manches, perdant 7-0 à domicile avant d'être battus 12-0 à Auckland. Lors des éliminatoires du tour suivant, les Samoa s'inclinent 5-0 contre Taïwan et sont éliminées.

### Frustrations régionales (1994-2010)
En 1994, ils accueillent la première édition de la Coupe de Polynésie, où ils battent les Samoa américaines, font match nul contre les Tonga et perdent contre Tahiti pour terminer en troisième position. En 1998, les Samoa terminent de nouveau à la troisième place, à un point des Îles Cook, deuxièmes. Les Samoa reviennent à la troisième place lors de l'édition 2000 en battant les Tonga et les Samoa américaines, mais en perdant contre les Îles Cook et Tahiti.
Après quatre tournois d'absence, l'équipe revient pour les Jeux du Pacifique Sud 2007 en tant qu'hôtes. Ils obtiennent six points en battant à nouveau les Tonga et les Samoa américaines, mais sont éliminés après avoir perdu contre les Îles Salomon et Vanuatu.

### De nos jours (Depuis 2011)
En 2011, elle accueille le tour préliminaire de la Coupe d'Océanie 2012. Ils y battent les Îles Cook 3-2, font match nul 1-1 contre les Tonga et gagnent contre les Samoa américaines 1-0 pour se qualifier pour la première fois de leur histoire à la Coupe d'Océanie. Lors de cette dernière, ils sont battus 10-1 par Tahiti, 5-0 par Vanuatu et 9-0 par la Nouvelle-Calédonie.
Lors du tour préliminaire de la Coupe d'Océanie 2016, ils gagnent contre les Samoa américaines 3-2 et se s'inclinent 1-0 face aux Îles Cook. Lors de leur dernier match, l'équipe samoane bat les Tonga 3-0 et se qualifie à la différence de buts, en raison de la victoire 2-0 des Samoa américaines sur l'équipe des Îles Cook. Lors du tournoi, qui s'est déroulé en Papouasie-Nouvelle-Guinée, l'équipe samoane a perdu 4-0 contre Tahiti, 7-0 contre la Nouvelle-Calédonie et 8-0 contre l'équipe locale. Les Manumea terminent donc à la dernière place de leur groupe sans aucun point.

## Palmarès

### Classement FIFA
| Année              | 1996 | 1997 | 1998 | 1999 | 2000 | 2001 | 2002 | 2003 | 2004 | 2005 | 2006 | 2007 | 2008 | 2009 | 2010 | 2011 | 2012 | 2013 | 2014 | 2015 | 2016 | 2017 | 2018 |
| ------------------ | ---- | ---- | ---- | ---- | ---- | ---- | ---- | ---- | ---- | ---- | ---- | ---- | ---- | ---- | ---- | ---- | ---- | ---- | ---- | ---- | ---- | ---- | ---- |
| Classement mondial | 177  | 183  | 164  | 180  | 173  | 172  | 163  | 176  | 179  | 182  | 187  | 146  | 176  | 182  | 185  | 149  | 173  | 183  | 192  | 167  | 191  | 194  | 197  |
| Classement Océanie |      |      |      |      |      |      |      |      |      |      |      |      |      |      | 7    | 2    | 7    | 7    | 6    | 2    | 10   | 10   | 10   |

### Parcours enCoupe du monde
| Année | Position     |      | Année         | Position |               | Année | Position |
| 1930  | Non inscrite | 1974 | Non inscrite  | 2010     | Non qualifiée |       |          |
| 1934  | Non inscrite | 1978 | Non inscrite  | 2014     | Non qualifiée |       |          |
| 1938  | Non inscrite | 1982 | Non inscrite  | 2018     | Non qualifiée |       |          |
| 1950  | Non inscrite | 1986 | Non inscrite  | 2022     | Forfait       |       |          |
| 1954  | Non inscrite | 1990 | Non inscrite  | 2026     | Non qualifiée |       |          |
| 1958  | Non inscrite | 1994 | Forfait       | 2030     | À venir       |       |          |
| 1962  | Non inscrite | 1998 | Non qualifiée | 2034     | À venir       |       |          |
| 1966  | Non inscrite | 2002 | Non qualifiée |          |               |       |          |
| 1970  | Non inscrite | 2006 | Non qualifiée |          |               |       |          |

### Parcours enCoupe d'Océanie
| Année | Position          |      | Année             | Position |          | Année | Position |
| 1973  | Non inscrit       | 2000 | Tour préliminaire | 2012     | 1er tour |       |          |
| 1980  | Non inscrit       | 2002 | Tour préliminaire | 2016     | 1er tour |       |          |
| 1996  | Tour préliminaire | 2004 | Tour préliminaire | 2020     | Annulée  |       |          |
| 1998  | Tour préliminaire | 2008 | Tour préliminaire | 2024     | 1er tour |       |          |

## Sélectionneurs
- Terry Epa (1996-2001)
- Víctor Fernández (2001-2002)
- Malo Vaga (2002)
- Rudi Gutendorf (2003)
- David Brand (2004-2007)
- Falevi Umutaua (2007)
- Tunoa Lui (2011)
- Malo Vaga (2012-2014)
- Phineas Young (2014-2016)
- Scott Easthope (2016-2021)
- Matt Calcott (depuis 2021)